# La brújula rota
La brújula rota es una telenovela mexicana que se transmitió por Telesistema Mexicano en 1961. Dirigida por Manolo Calvo y protagonizada por Jorge Mistral y Ariadna Welter, y la participación antagónica de Guillermo Zetina.

## Elenco
- Jorge Mistral
- Ariadna Welter
- José Gálvez
- Guillermo Zetina
- Elda Peralta
- Andrea Palma
- Elsa Cárdenas
- Emilio Brillas
- Madaleine Vivo

## Datos a resaltar
- La telenovela está grabada en blanco y negro.